# Tim Bredbury
Timothy Aston Bredbury, em mandarim 巴貝利 (25 de abril de 1963) é um ex-futebolista e treinador de futebol de Hong Kong, que jogava como atacante. Atualmente é técnico do time Sub-14 do Kitchee.

## Carreira
De origem inglesa (o pai do atacante, John Bredbury, migrou para Hong Kong, onde trabalhou como bombeiro), foi jogador de rugby e hóquei, além de ter sido nadador.
No futebol, iniciou sua carreira no time reserva do Liverpool, onde atuou em 6 jogos e fez um gol. Após deixar os Reds em 1982 (não tendo jogado pelo time principal), Bredbury seguiu o mesmo destino que seu pai e foi para Hong Kong, onde o futebol já era profissional - no território, então pertencente ao Reino Unido, defendeu Ryoden, Seiko, Hong Kong Rangers, South China, Lai Sun, Voicelink, Sing Tao, Frankwell e  Instant-Dict, onde pendurou as chuteiras em 1999, 2 anos depois que Hong Kong passou a ser uma Região Administrativa Especial da China.
Teve ainda passagens por clubes da Malásia (Selangor e Sabah) e da Austrália (Sydney Olympic).

## Seleção
Bredbury jogou pela Seleção de Hong Kong entre 1986 e 1999. Com 14 gols em 34 partidas disputadas, é o sétimo jogador que mais fez gols pelos Dragões.

## Carreira de treinador
Sua carreira de técnico iniciou-se em 2006, no Hong Kong Rangers, pelo qual teve nova passagem em 2007-08 e 2011-12, quando a equipe chamava-se Biu Chun Rangers. Comandou também Tai Po, Sun Hei, Tai Chung (profissional), Kitchee (academia de formação e Sub-14, onde está desde 2017) e HKFC (categorias de base).